# Madrasa Koukeldash

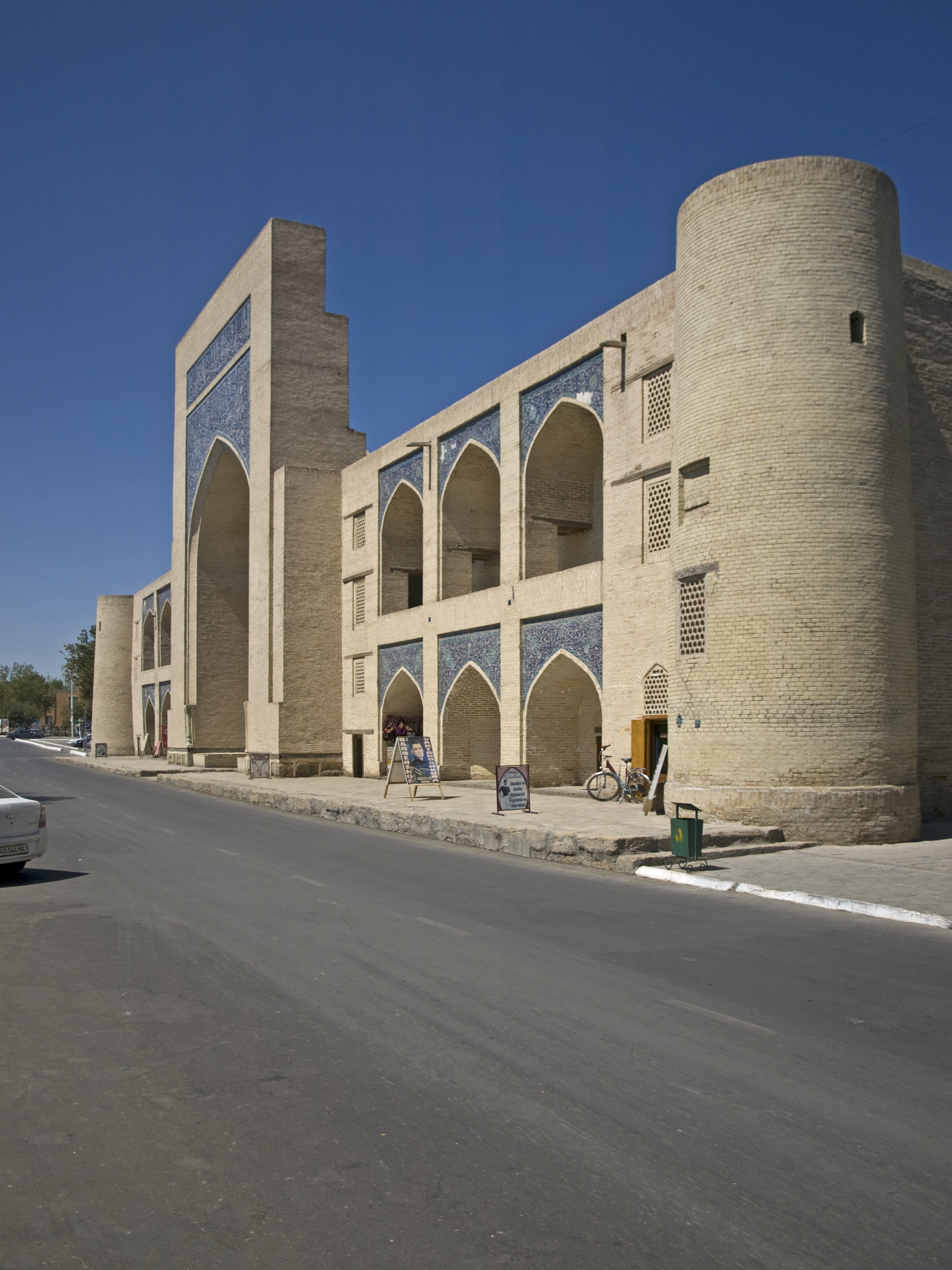
Madrasa Koukeldash

La madrasa Koukeldach est la madrasa, ou médersa, la plus grande de Boukhara, en Ouzbékistan. Elle a été construite en 1568-1569 sous le règne du khan Abdoullah II sur ordre de Koulbaba Koukeldach, haut dignitaire et mécène de l'émirat. Un musée littéraire consacré aux écrivains Sadriddin Aini (1878-1954) et Djalol Ikromi (1909-1989) y est désormais ouvert. Elle donne sur la place Labi Haouz autour du bassin de canalisation de Nadir Beghi et forme avec la médersa Nadir Devonbegui et le khanqah Nadir Divan-Begui un des ensembles architecturaux parmi les plus beaux de la ville.

## Architecture
Cette médersa est non seulement la plus grande de Boukhara, mais aussi la plus grande d'Asie centrale, car elle mesure 86 mètres х 69 mètres,  et comprenait 160 cellules. Le darskhan et la mosquée intérieure se trouvent  sur les côtés sud du portail. Les anciennes cellules sont disposées autour du périmètre de la cour intérieure; mais leurs portes donnant sur la cour intérieure sont aveugles, ce qui rend l'intérieur de la médersa particulièrement sombre. L'intérieur de l'édifice est richement décoré de mosaïques et de carreaux de faïence. L'extérieur est plus austère, seuls les arcs et l'iwan sont décorés de majoliques bleues. Celles-ci sont presque toutes des copies des anciens carreaux, disparus pour la plupart au cours des âges.

## Historique
- C'est ici à la fin du XIXe siècle qu'étudia le futur écrivain tadjik Sadriddin Aini

- Les études qui se déroulaient dans cette médersa permettaient aux étudiants de disposer d'avantages, en particulier de recevoir une cellule gratuitement ainsi qu'une bourse; c'est pourquoi un certain nombre d'étudiants sous-louaient leur cellule parfois jusqu'à un troisième locataire[1]. Une cellule au milieu du XIXe siècle coûtait de 100 à 120 tillas[2] et pouvait rapporter 5 tillas par an[3]

## Illustrations

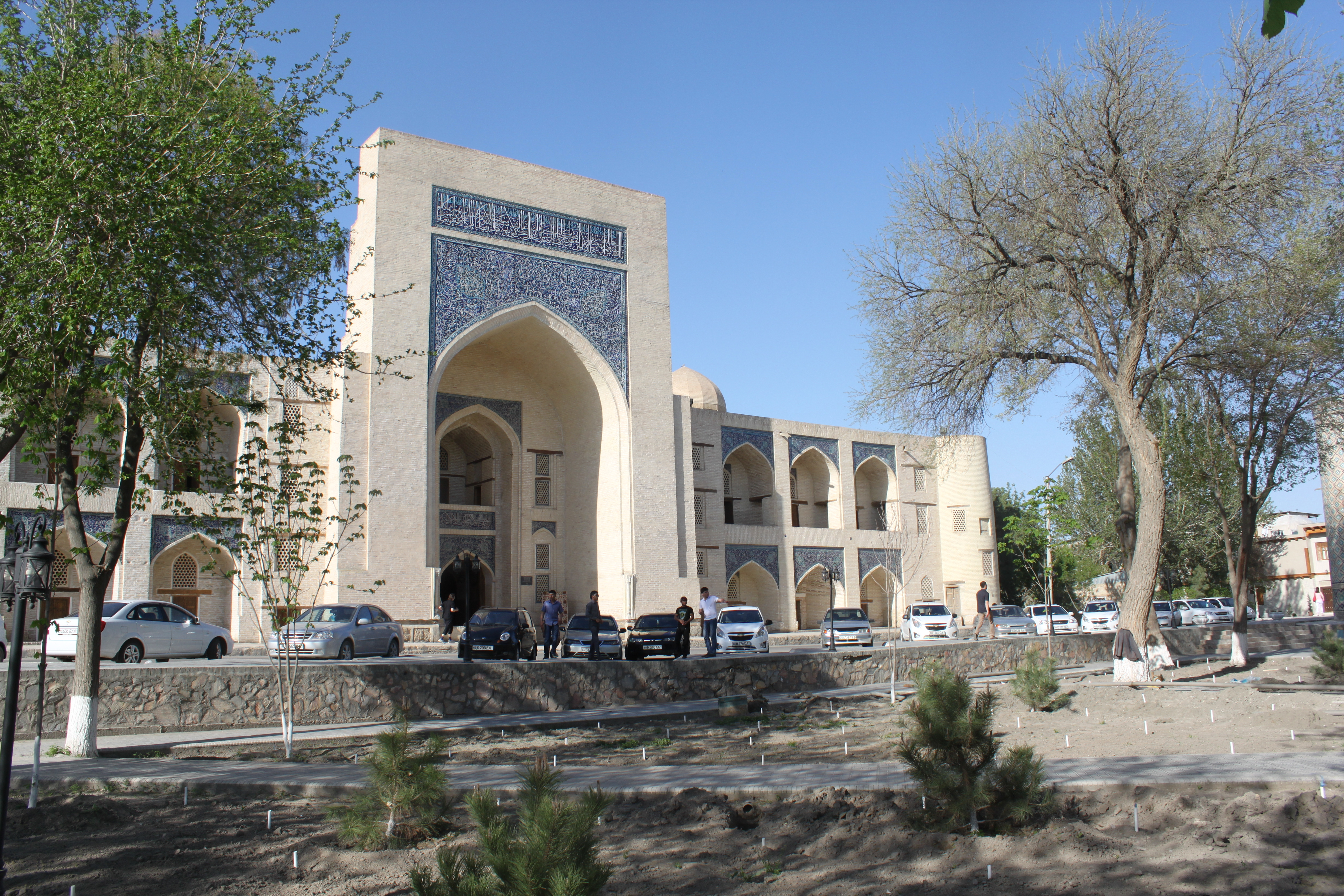
Façade extérieure de la médersa
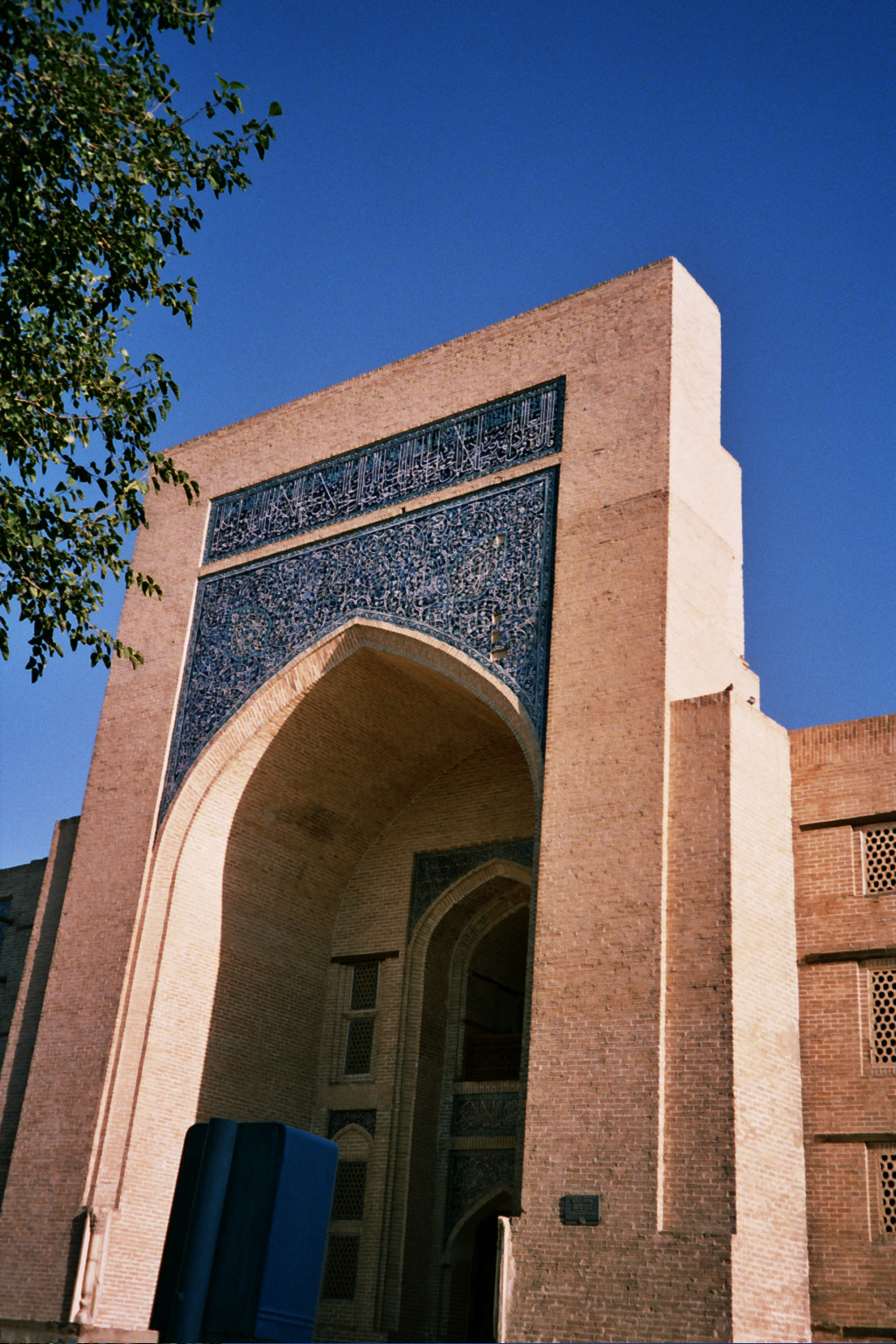
Iwan
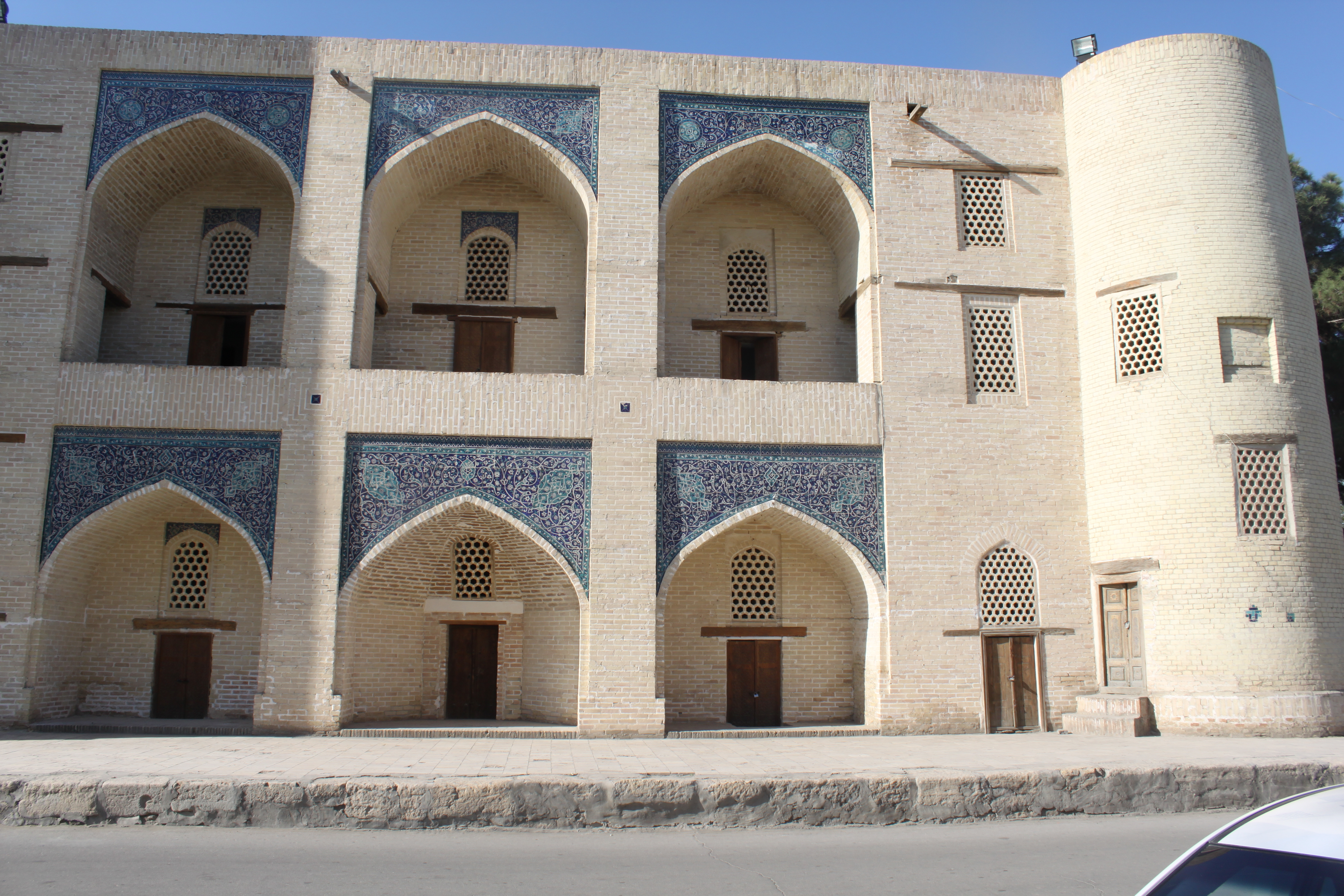
Vue extérieure de la partie droite
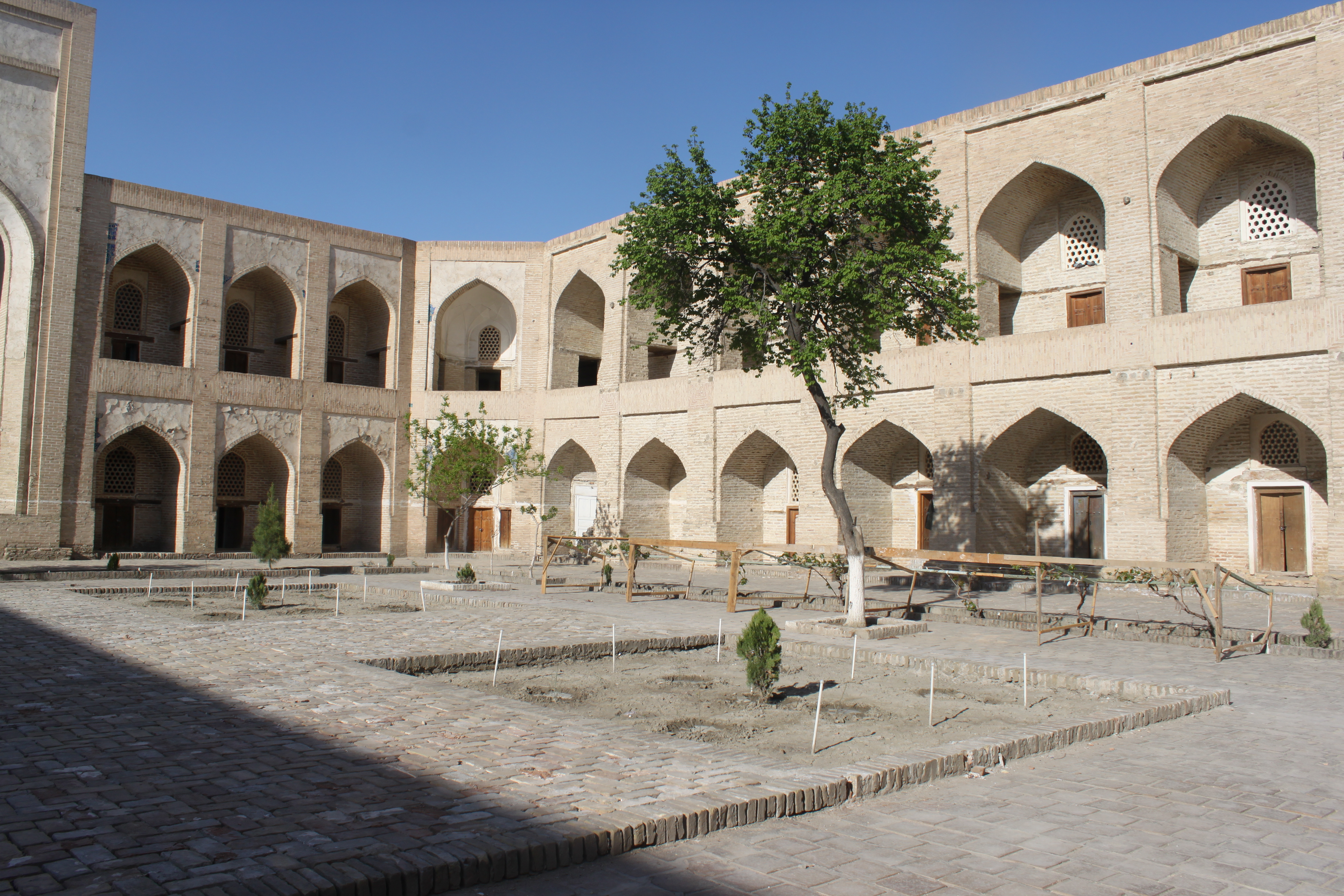
Vue de la cour intérieure avec les portes des anciennes cellules
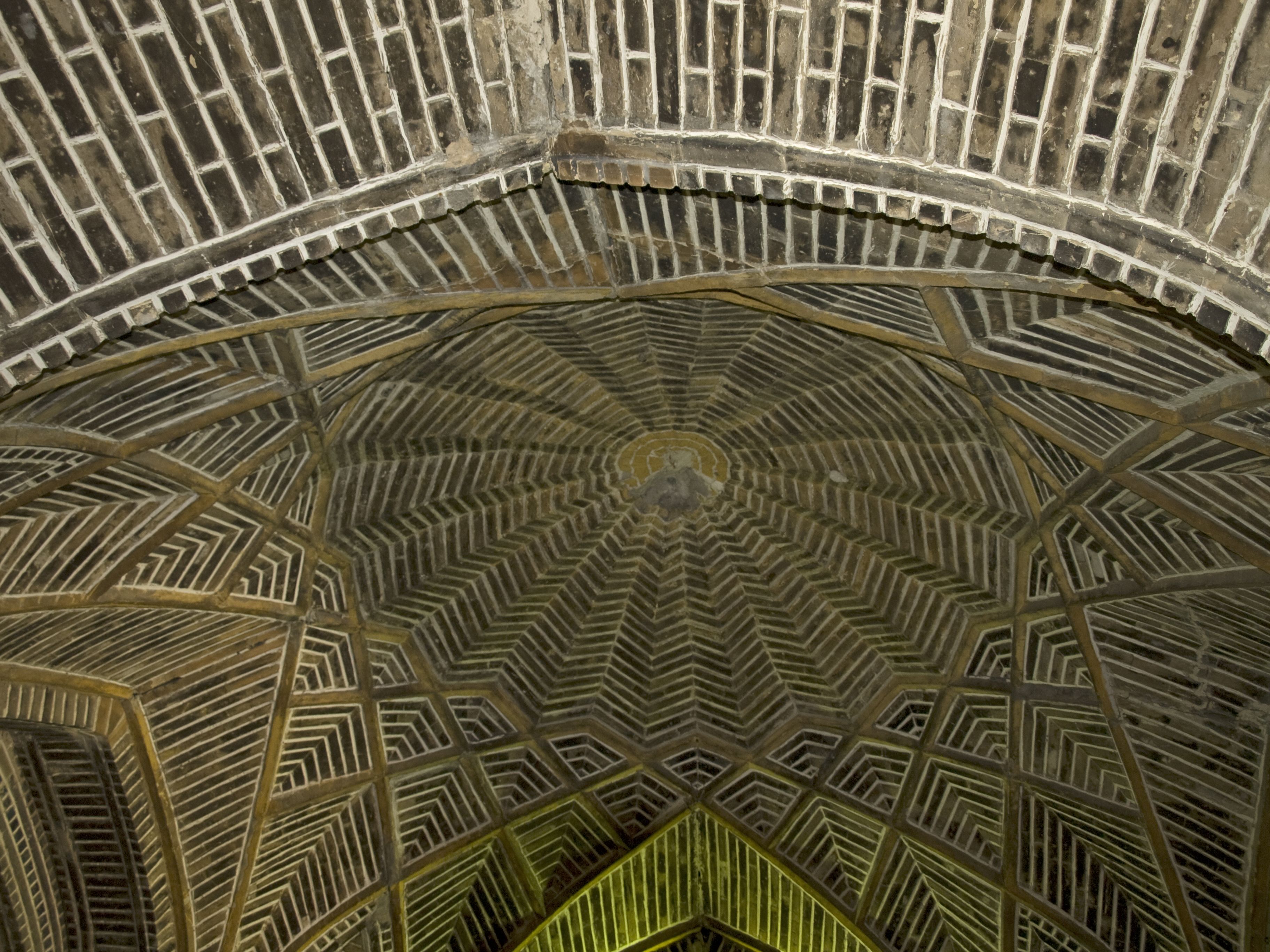
Décorations